# Urotsukidōji
Urotsukidôji är en japansk OVA-animeserie av genren hentai, som i väst släppts som långfilmer. Serien regisserades av Toshio Maeda, en av de stora hentai-föregångarna. Bland annat visade man upp tentakelerotik.

## Serien

### Kapitel 1: Chōjin Densetsu Urotsukidōji (1987-1989)
Ursprungligen tre OVA-avsnitt som 1989 klipptes ihop till en långfilm - Legend of the Overfiend.
Filmen följer en tonårskille som är född till overfiend, och utspelar sig i en värld där tre sfärer sägs existera, och en av dem vara demonernas.

### Kapitel 2: Shin Chōjin Densetsu Urotsukidōji: Mataiden (1990-1991)
Ursprungligen två OVA-avsnitt som 1993 klipptes ihop till en långfilm - Legend of the Demon Womb.
Filmen innehåller samma karaktärer som det första kapitel, samt the overfiends kusin, vars föräldrar dödas i en mystisk flygkrasch i filmens början. Kusinen sporras, av en tysk människa med en mäktig kristall, till att förgöra the overfiend, vilket sker vid filmens slut.

### Kapitel 3: Chōjin Densetsu Urotsukidōji: Mirai hen (1992-1993)
Ursprungligen fyra OVA-avsnitt som 1993 klipptes ihop till en långfilm - Return of the Overfiend.

### Kapitel 4: Chōjin Densetsu Urotsukidōji: Hôrô hen (1993-1995)
Ursprungligen tre OVA-avsnitt som 1995 klipptes ihop till en långfilm - Inferno Road.

### Kapitel 5
Ett femte kapitel påbörjades men färdigställdes aldrig, men släpptes trots detta, under titeln Urotsukidōji V: The Final Chapter 1996.